# Short Type 184
Short Type 184 – brytyjski, dwumiejscowy, dwupłatowy wodnosamolot rozpoznawczy, bombowy i torpedowy zaprojektowany w zakładach Short Brothers w 1914.  Pierwszy samolot, który dokonał ataku torpedowego.
Samolot powstał na zamówienie brytyjskiej Admiralicji na samolot będący w stanie przenieść torpedę i dokonać ataku torpedowego z powietrza, został zaprojektowany pod koniec 1914, a pierwsze loty odbył na początku 1915.  Łącznie zbudowano 936 samolotów tego typu w 10 różnych fabrykach, był to najpopularniejszy samolot Short budowany przed II wojną światową.
Pierwszy atak torpedowy z samolotu miał miejsce 12 sierpnia 1915, kiedy Short 184 pilotowany przez Charlesa Edmondsa z okrętu HMS "Ben-my-Chree" zaatakował turecki statek na Morzu Egejskim. Torpeda zatopiła cel, który cztery dni wcześniej został unieruchomiony przez brytyjski okręt podwodny E14.
Pięć dni później, 17 sierpnia miał miejsce następny skuteczny atak torpedowy z innego Shorta 184, płynącego podczas ataku po wodzie, pilotowanego przez porucznika G B Dacre'a, który został odznaczony za ten wyczyn medalem Distinguished Service Order.
31 maja 1916 Short 184, numer seryjny 8359, był jedynym samolotem, który wziął udział w bitwie jutlandzkiej, pilotem samolotu był porucznik Frederick Rutland, który w późniejszym czasie był z tego powodu znany pod przezwiskiem "Rutland of Jutland".
Lądowa wersja Shorta 184 była używa przez Royal Flying Corps pod nazwą Short Bomber.